# Orzesze Zawada
Orzesze Zawada – nieczynny przystanek kolejowy w Orzeszu, w województwie śląskim, w Polsce.